# Effet Senftleben-Beenakker
L'effet Senftleben-Beenakker désigne la dépendance, vis-à-vis d’un champ magnétique ou électrique, des propriétés de transport (diffusion, viscosité et conduction thermique) des gaz polyatomiques. Cet effet est causé par la précession du dipôle (magnétique ou électrique) des molécules du gaz entre deux collisions. La rotation ainsi induite de la molécule moyenne la partie non sphérique de la section efficace de collision, à condition que le champ soit suffisamment fort pour que la période de précession soit plus courte que le temps entre collisions (ce qui nécessite un gaz très dilué). La modification de la section efficace de collision se traduit par une variation mesurable des propriétés de transport.
La dépendance aux champs des propriétés de transport peut aussi inclure une composante transverse, par exemple un flux de chaleur perpendiculaire à la fois au gradient de température et au champ magnétique. Il s’agit de l’analogue moléculaire de l’effet Hall et de l’effet Righi-Leduc pour les électrons. Une différence essentielle est que les molécules gazeuses sont neutres, contrairement aux électrons, si bien que le champ magnétique n’exerce pas de force de Lorentz. Un phénomène similaire de conductivité thermique transverse magnétique a été observé pour les photons et les phonons.
L’effet Senftleben–Beenakker tire son nom des physiciens Hermann Senftleben (université de Münster, Allemagne) et Jan Beenakker (université de Leyde, Pays-Bas), qui l’ont découvert respectivement pour les gaz paramagnétiques (comme le NO et O2) et les gaz diamagnétiques (comme le N2 et CO). La variation des propriétés de transport est plus faible dans un gaz diamagnétique, car le moment magnétique n’est pas intrinsèque (comme dans un gaz paramagnétique), mais induit par la rotation d’une molécule non sphérique. L’importance de cet effet est qu’il fournit des informations sur la dépendance angulaire du potentiel intermoléculaire. La théorie permettant d’extraire ces informations à partir de mesures de transport repose sur l’équation de Waldmann–Snider (une version quantique de l’équation de Boltzmann pour les gaz de molécules en rotation). Ce domaine est résumé dans une monographie en deux volumes.